# Paraglypturus
Paraglypturus is een geslacht van kreeftachtigen uit de klasse van de Malacostraca (hogere kreeftachtigen).

## Soort
- Paraglypturus calderus Türkay & Sakai, 1995